# Верхняя Стынава
Верхняя Стынава (укр. Верхня Стинава) — село в Грабовецко-Дулибской сельской общине Стрыйского района Львовской области Украины.
Население по переписи 2001 года составляло 1012 человек. Занимает площадь 18,237 км². Почтовый индекс — 82455. Телефонный код — 3245.